# Троя (фильм)
«Троя» (англ. Troy) — эпический исторический боевик 2004 года, десятый полнометражный фильм, снятый режиссёром Вольфгангом Петерсеном по сценарию Дэвида Бениоффа. В фильме, снятом подразделениями на Мальте, в Мексике и британской студии Shepperton Studios, задействован актёрский ансамбль во главе с Брэдом Питтом, Эриком Баной, Питером О'Тулом, Джули Кристи, Шоном Бином, Дайан Крюгер, Брайаном Коксом, Бренданом Глисоном, Роуз Бирн, Саффрон Берроуз и Орландо Блумом.
Сюжет фильма основан на мотивах эпической поэмы Гомера «Илиада» в повествовании всей истории десятилетней Троянской войны, сжатой до чуть более чем пары недель, а не только ссоры между Ахиллом и Агамемноном в девятом году. Ахилл ведёт своих мирмидонян вместе с остальной греческой армией, вторгаясь в исторический город Трою, защищаемый троянской армией Гектора. Конец фильма (разграбление Трои) взят не из «Илиады», а из «Постгомерики» Квинта Смирнского, поскольку «Илиада» завершается смертью и похоронами Гектора.
Фильм «Троя» собрал более 497 миллионов долларов по всему миру, став 60-м самым кассовым фильмом на момент выхода. Тем не менее, он получил неоднозначные отзывы: критики хвалили его развлекательную ценность и игру Питта и Баны, но критиковали его историю, которая была сочтена неточной «Илиадой». Фильм был номинирован на  премию «Оскар» на 77-й церемонии вручения за лучший дизайн костюмов, собрал около 500 миллионов долларов в общемировом прокате, что сделало его восьмым самым кассовым фильмом 2004 года и 60-м за всю историю на тот момент.

## Сюжет
Конец XIV века до н. э. Войско царя Микен Агамемнона, объединяющего царей Греции под своим скипетром, вторгается в Фессалию. Царь фессалийцев Триоп требует от Агамемнона убрать свою армию с его земли, на что Агамемнон предлагает решить спор «в старой манере» — поединком лучших воинов. Триоп с ехидством вызывает могучего великана Боагриса. Агамемнон вызывает Ахиллеса, но того нет в войске. С неохотой Ахиллес выходит на поединок и первым же ударом пронзает Боагриса. Потрясённый Триоп просит Ахиллеса передать «своему царю» скипетр в знак подчинения, на что Ахиллес отвечает: «Он мне не царь».
Спартанский царь Менелай устраивает пир в честь двух троянских царевичей, братьев Гектора и Париса, заключивших долгожданный мир Спарты и Трои. Парис вступает в тайную связь с женой Менелая Еленой и, не в силах расстаться с любимой, предлагает ей плыть в Трою. Увидев её на корабле, Гектор тут же приказывает повернуть в Спарту, но Парис заявляет, что в этом случае он отправится вместе с ней. Разозлённый Гектор приказывает плыть в Трою.
Менелай, узнав о похищении жены, тут же отправляется в Микены и просит своего старшего брата Агамемнона присоединиться к походу против Трои. Агамемнон соглашается со словами «Мир для женщин и трусов. Империи создаются в войнах». Оставшись со своим советником Нестором, Агамемнон ликует: «Мой брат женился на глупой женщине, но она оказалась очень полезной». Нестор отвечает, что Гектор командует лучшей армией на Востоке, Троя никогда не была завоёвана и Агамемнону не добиться успеха без Ахиллеса. Агамемнон отправляет во Фтию хитроумного царя Итаки Одиссея, единственного человека, которого слушает Ахиллес. Одиссей соблазняет Ахиллеса и его кузена — юного Патрокла — участием в войне, которая никогда не будет забыта. Мать Ахиллеса — морская богиня Фетида — ставит перед сыном нелёгкий выбор: он может остаться дома, жениться, завести детей и быть счастливым, но его имя будет забыто — или же он обретёт вечную славу под стенами Трои, но и найдёт там свою погибель. Корабль Ахиллеса присоединяется к огромному флоту греков, идущему к троянским берегам.
Гектор предлагает своему отцу вернуть Елену обратно, но престарелый царь Приам уверен, что Парис так любит Елену, что отправится за ней в Спарту и погибнет. Он уверен в поддержке олимпийского бога — стреловержца Аполлона — и не слушает Гектора. Вскоре на горизонте появляются корабли греков. Корабль Ахиллеса отрывается от основных сил. Мирмидоняне первыми высаживаются на берег и вступают в неравный бой с троянцами. Вторым на берег высаживается царь Саламина Аякс Теламонид, тем самым отвлекая на себя часть подоспевшей конницы Гектора. Ахиллес прорывается к храму Аполлона и отдаёт его мирмидонянам на разграбление. Помощник Ахиллеса Евдор предупреждает своего предводителя о гневе Аполлона, на что Ахиллес могучим ударом сносит голову статуе бога. Увидев кавалерию Гектора, Ахиллес небывалым броском копья скашивает одного из троянцев, и приказывает Евдору предупредить людей. Потрясённый умением Ахиллеса, Гектор ведёт людей в храм, но все они погибают в засаде мирмидонян. Гектор прорывается к выходу. Ахиллес даёт ему уехать, потому что здесь никто не увидит поражения Гектора. Агамемнон, уверенный в завтрашней победе, оскорбляет Ахиллеса и отбирает захваченные в храме сокровища и жрицу Брисеиду, сестру Гектора и Париса.
На следующий день огромная греческая армия подходит к стенам Трои. Безоружные мирмидоняне во главе с Ахиллесом лишь наблюдают за битвой. Троянская армия выходит в поле. На переговорах Агамемнон предлагает Гектору отдать Елену и признать его верховным главнокомандующим: троянское войско будет биться за Агамемнона, когда он прикажет. Гектор отклоняет условия Агамемнона, а Парис вызывает Менелая на битву за Елену. Могучий Менелай в поединке ранит и разоружает Париса. Парис обхватывает ноги Гектора. Менелай хочет убить Париса, но Гектор пронзает его мечом. Разъярённый Агамемнон ведёт войско в общую атаку. Одиссей и Ахиллес сразу замечают, что ослеплённый яростью Агамемнон подвёл войско слишком близко к стенам. Троянские лучники выкашивают целые ряды греков, троянская пехота переходит в наступление. Гектор убивает в поединке Аякса. Одиссей настаивает, чтобы Агамемнон отдал приказ к отступлению, иначе он останется без армии. Гектор отказывается преследовать разбитого врага. Он заключает перемирие и разрешает грекам забрать тела павших. Ахиллес отбивает Брисеиду у веселящихся воинов, они становятся любовниками. Ахиллес решает вернуться домой и зажить тихой семейной жизнью.
На военном совете в Трое Гектор советует выждать, рассчитывая на ссору в лагере противника, он заявляет, что не все греки участвовали в сражении под стенами Трои. Окрылённые победой троянские военачальники при поддержке главного жреца высказываются за штурм лагеря греков. Ночью троянцы поджигают лагерь и корабли греков, и идут на штурм. Греки ликуют, увидев спешащий на помощь отряд мирмидонян во главе с Ахиллесом. Гектор и Ахиллес сходятся в бою и сражение замирает. Гектор наносит Ахиллесу смертельную рану, но подняв шлем, обнаруживает умирающего Патрокла и добивает его, после чего предлагает Одиссею перемирие.
Наутро Ахиллес спрашивает Евдора, как он посмел повести мирмидонян в бой вопреки его запрету, на что Евдор отвечает: «Мы думали, вы нас ведёте, повелитель». Разгневанный гибелью Патрокла Ахиллес немедленно отправляется к троянским стенам, вызывает Гектора на бой и убивает его в эпическом поединке. Ахиллес привязывает тело Гектора за ноги к своей колеснице и едет обратно в лагерь. Царь Приам тайно пробирается к Ахиллесу и умоляет отдать для похорон тело Гектора. Ахиллес соглашается, отдаёт тело Гектора, отпускает Брисеиду и объявляет 12-дневное перемирие (именно столько времени длился траур как у греков, так и у троянцев), чем приводит Агамемнона в бешенство.
У Одиссея возникает идея, как взять Трою. Спустя 12 дней троянцы обнаруживают пустой лагерь греков, тела погибших от чумы людей и статую огромного деревянного коня. Жрец Архептолем заявляет, что это жертва морскому верховному богу Посейдону. Парис просит Приама сжечь коня, но царь не слушает сына. Троянцы закатывают коня в город и устраивают праздник. Ночью из коня вылезают прятавшиеся внутри греки, убивают часовых, открывают ворота и дают сигнал с башни. Армия греков врывается в город, начинаются грабёж и резня. Вдова Гектора Андромаха показывает уцелевшим троянцам подземный ход, ведущий за стены Трои, но Парис остаётся.
Греки врываются во дворец, Агамемнон находит и убивает Приама, Одиссей убивает командира троянцев Главка. Ахиллес повсюду ищет Брисеиду. Агамемнон находит Брисеиду и говорит, что она станет его рабыней, но девушка наносит ему смертельную рану. Ахиллес спасает её от воинов Агамемнона, но подоспевший Парис расстреливает героя из лука, пустив первую стрелу ему в пятку. Оставшиеся в живых троянцы уходят через подземный ход. Наутро Одиссей поджигает погребальный помост, где лежит тело Ахиллеса.

## В ролях
| Актёр          | Роль                                              |
| -------------- | ------------------------------------------------- |
| Брэд Питт      | Ахиллес (предводитель мирмидонян)                 |
| Диана Крюгер   | Елена (жена Менелая, любовница Париса)            |
| Брайан Кокс    | Агамемнон (царь Микен, брат Менелая)              |
| Шон Бин        | Одиссей (царь Итаки, приятель Ахиллеса)           |
| Брендан Глисон | Менелай (царь Спарты, брат Агамемнона, муж Елены) |
| Джули Кристи   | Фетида (мать Ахиллеса)                            |
| Гаррет Хедлунд | Патрокл (побратим Ахиллеса)                       |
| Тайлер Мэйн    | Аякс (царь Саламина)                              |
| Кен Бонс       | Гиппас (советник Менелая)                         |
| Джон Шрэпнел   | Нестор (советник Агамемнона)                      |
| Джулиан Гловер | Триоп (царь Фессалии)                             |
| Винсент Риган  | Евдор (военачальник мирмидонян)                   |
| Натан Джонс    | Боагрис (воин-поединщик фесалийцев)               |

| Актёр              | Роль                                                                                       |
| ------------------ | ------------------------------------------------------------------------------------------ |
| Эрик Бана          | Гектор (старший сын царя Приама и царицы Гекубы)                                           |
| Орландо Блум       | Парис (второй сын царя Приама и царицы Гекубы)                                             |
| Питер О’Тул        | Приам (царь Трои)                                                                          |
| Роуз Бирн          | Брисеида (дочь Приама, жрица в храме Аполлона, ставшая впоследствии возлюбленной Ахиллеса) |
| Саффрон Берроуз    | Андромаха (жена Гектора)                                                                   |
| Джеймс Космо       | Главк (командующий троянской армией)                                                       |
| Фрэнки Фицджеральд | Эней (один из троянских героев)                                                            |
| Найджел Терри      | Архептолем (троянский жрец, советник Приама)                                               |
| Тревор Ив          | Велиор                                                                                     |

## Создание

### Сценарий
Сценарий фильма «Троя» был написан молодым писателем Дэвидом Бениоффом, по роману которого был снят фильм «25-й час». Это был второй сценарий в жизни писателя. Первый черновой вариант сценария был написан в январе 2002. Размер его составлял 180 страниц, и это было слишком много, поэтому после переработки сценарий был сокращён до 140 страниц. В основу сценария была положена эпическая поэма Гомера «Илиада», повествующая об истории троянских войн (приблизительно 1200 лет до н. э.). В заключительных титрах фильма сказано, что поэма «Илиада» воодушевила создание его сценария. Но текст «Илиады» не охватывает все эпизоды Троянской войны, а описывает только десятый год войны. Так, эпизод взятия Трои при помощи Троянского коня описан в гомеровской «Одиссее» и в других античных произведениях, а эпизод гибели Ахиллеса от стрелы, попавшей в пятку, описан в поэме «Метаморфозы» Овидия. Кроме данных произведений, автор сценария при написании использовал также «Энеиду» Вергилия, собрание мифов «Мифология Булфинча», а также собственную фантазию. По словам Бениоффа, это не был совпадающий с оригиналом пересказ, автор хотел сконцентрироваться на человеческом аспекте истории. Этим мотивируется отсутствие богов в сценарии. Бениофф восхищается героями Ахиллесом и Гектором, и их противостояние становится основной темой фильма: «Это фильм не из категории хорошие-плохие. Это не эпическое сражение добра против зла. Это не люди против орков. Это люди, сражающиеся с людьми, и поэтому я считаю, что это великий и трагический рассказ о войне».

### Съёмки
Съёмки фильма проходили в Лондоне, на Мальте и в Мексике с апреля по июнь 2003. Изначально планировалось, что завершающие съёмки будут проходить в Марокко, но после террористической атаки в мае 2003 в крупнейшем марокканском городе Касабланка съёмки в Марокко были отменены из-за опасения новых террористических атак, а также предстоящей войны в Ираке. Создатели фильма предвидели такую опасность, и заранее подыскивали места съёмок в Испании и Мексике. В итоге, для съёмок оставшегося материала была выбрана Мексика.
Съёмки начались в Лондоне. Там были сняты все павильонные сцены.
На Мальте были сняты все сцены, происходящие внутри Троянских стен. Основные декорации (город, ворота, царский дворец) для съёмок были построены в форте «Рикасоли» на острове Мальта. Также некоторые сцены фильма были сняты на пляже «Голден Бэй» (англ. Golden Bay), в посёлке Меллиеха (север Мальты) и на пляже «Голубая Лагуна» острова Комино.
Сражения были сняты на пустынном пляже в нескольких километрах от мексиканского курорта Кабо-Сан-Лукас. На этом пляже растут кактусы, охраняемые законом, и он является зоной обитания черепах, находящихся под угрозой исчезновения. Поэтому были наняты ботаники, которые временно пересадили кактусы в питомники и пометили все места их нахождения. А другие специалисты собрали черепашьи яйца и перенесли их в инкубатор. В качестве статистов были наняты мексиканцы, выглядящие как жители Средиземноморья, и болгарские атлеты из Национальной спортивной академии в Софии. Они использовались для съёмок сражений крупным планом. Во время съёмок в Мексике мексиканские и болгарские статисты подрались между собой, так что пришлось прибегнуть к помощи полиции. Также болгарские статисты устраивали забастовки, требуя поднять гонорары.
Во время съёмок фильма не обошлось и без казусов. В самом конце съёмок, когда осталось только снять бой Гектора и Ахиллеса, Брэд Питт травмировал ахиллово сухожилие, что символично, ведь именно попадание стрелы туда и стало причиной гибели Ахиллеса в первоисточнике Гомера. А несколько дней спустя ураган Марти сдул стены Трои. В результате съёмки были отложены на 3 месяца, в течение которых обоим актёрам пришлось поддерживать хорошую физическую форму.

### Троянский конь

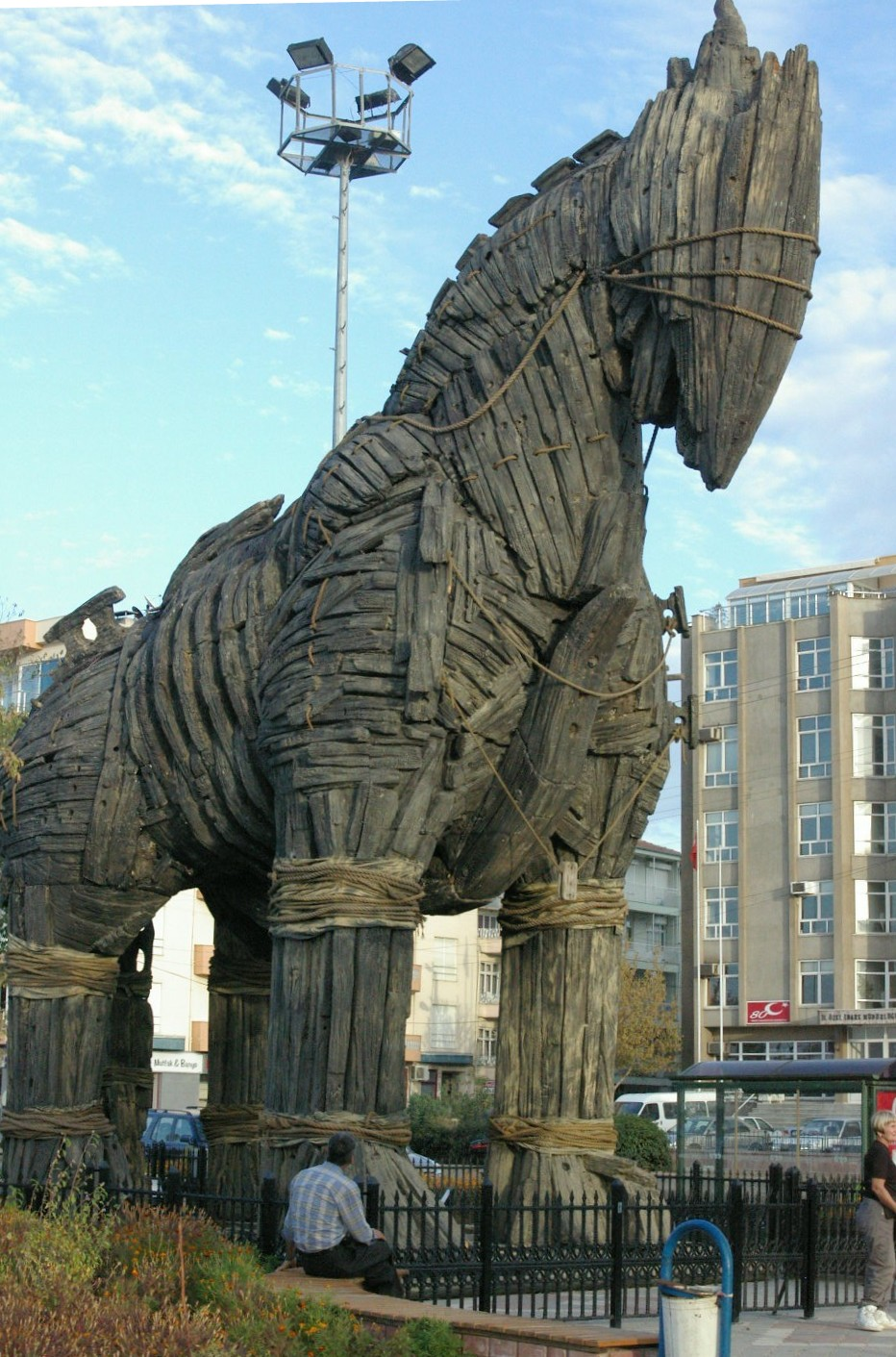
Троянский конь из фильма «Троя» в Чанаккале, Турция

Согласно легенде, переданной в «Энеиде» и других произведениях, ахейцы после длительной и безуспешной осады прибегли к хитрости: они соорудили огромного деревянного коня, оставили его у стен Трои, а сами сделали вид, что уплывают от берега Троады. Внутри коня был спрятан отряд из лучших воинов. Изобретение этой уловки приписывают Одиссею, хитрейшему из вождей греков. Троянский Жрец Лаокоон, увидя этого коня, воскликнул: «Что бы это ни было, я боюсь данайцев, даже дары приносящих!» Кассандра, дочь Приама и прорицательница, предсказывала падение Трои и гибель царской семьи из-за коня. Но троянцы, не слушая их предостережений, втащили коня в город, посчитав его своим военным трофеем. Ночью греки вылезли из коня, перебили охрану, и впустили в город вернувшиеся войска.
Конь, сооружённый для фильма «Троя», был сделан из стальных свай и стекловолокна. Он имел высоту 11,4 метра и весил 11 тонн. Для транспортировки коня разбирали на части и затем снова собирали. Этот конь немало попутешествовал по миру. После съёмок на Мальте и в Мексике его доставили в Берлин и установили на Потсдамской площади для мировой премьеры фильма в мае 2004. Оттуда коня повезли в Японию как часть рекламной кампании, а по окончании конь нашёл своё пристанище в Турции. Министерство туризма Турции подписало контракт с компанией Warner Bros. на использование коня. Конь был установлен в городе Чанаккале, в 30 км от предположительного места исторической Трои, и стал популярной достопримечательностью для туристов, посещающих Турцию.

## Выход фильма
Бюджет фильма составил около $170 млн, а некоторые источники называют и более крупные суммы. Это делает фильм одним из самых дорогих фильмов в современном кинематографе, а на момент создания этот фильм считался самым дорогим в мире. Мировая премьера фильма состоялась 9 мая 2004 в Берлине. На Каннском фестивале 2004 года премьера фильма «Троя» состоялась вне конкурса. В течение мая — июня 2004 фильм вышел в прокат по всему миру: в Австралии, Аргентине и Португалии фильм впервые был показан 13 мая 2004, в Бахрейне, Израиле и Исландии фильм впервые был показан 19 мая 2004, в Великобритании, России и на Тайване — 21 мая 2004, в Индии — 25 июня 2004.
Фильм собрал $133 млн на территории США и Канады, что составило 27 % от мировых сборов. В остальных странах кассовые сборы составили $364 млн. Общая сумма сборов в мировом прокате составила $497 409 852, благодаря чему фильм «Троя» вошёл в сотню самых кассовых фильмов.

## Отзывы и критика
Фильм «Троя» получил противоречивые отзывы в среде критиков и прессе. Количество положительных отзывов критиков немного превышает количество отрицательных. Metacritic.com поставил фильму 5.6 баллов на основе 43 рецензий критиков. На rottentomatoes.com фильм имеет рейтинг 55 % по результатам 217 отзывов критиков. Среди обычных зрителей фильм «Троя» имеет более высокий рейтинг (7 баллов из 10 на imdb.com, 74 % на rottentomatoes.com). На основе рецензий 3-х критиков сайт ekranka.ru выставил фильму 3.5 балла из 5, что соответствует званию «хороший фильм».
Джонатан Форман из New York Post написал, что «фильм „Троя“ испорчен одним из худших кастингов за последнюю историю Голливуда: тусклый ансамбль, нанятый режиссёром, подавляется впечатляющими декорациями и массовыми сценами».
Кейт Фипс из A. V. Club также недоволен актёрами: по его мнению, все, кроме Эрика Баны в роли Гектора и Брайана Кокса в роли Агамемнона, играют так, что хуже некуда. Сам фильм критик называет только выглядящим хорошо, но по мере просмотра фильм начинает казаться «оглушающей пустышкой с большим количеством действий, но недостатком личностей, человеческой драмы, интеллекта».
Роджер Эберт, один из известнейших кинокритиков, поставил фильму 2 звезды из 4-х. В своей рецензии он написал, что «имущество Гомера должно подать в суд» (на этот фильм). Критик недоволен отсутствием греческих богов, героями, показанными как герои боевиков, и сгенерированными компьютером армиями. В греческой драме герои не такие сложные и конфликтные, как они показаны в фильме. Эберт сравнивает «Трою» с вестерном «Форт Аламо», имеющим похожий сюжет. Но в последнем, по мнению Эберта, диалоги переданы лучше.
Несмотря на номинацию на «Оскар» за лучший дизайн костюмов, историчность самих костюмов в фильме в свою очередь вызвала множество нареканий среди историков:
… в отношении доспехов следует заметить, что они совершенно не историчны и почему так — неведомо. Ведь у создателей «Трои» было два совершенно беспроигрышных варианта: первый — сделать фильм с костюмами, изображёнными на греческих вазах, то есть VI—V вв. до н. э. Это было бы тоже не исторично, но для многих узнаваемо и привычно. Второй — использовать костюмы в стиле того же Мэтта Пойтраса, известные по вазам и фрескам микенской эпохи — с характерными рогами, и всем прочим, что, кстати, можно было бы очень эффектно обыграть. Например, изготовление шлема для того же Одиссея.
Выбран был, однако, третий вариант. Создан некий гибрид с непонятным обилием мелких деталей совершенно нехарактерных для той эпохи. Вот где-то на другой планете… это было бы в самый раз, но никак не на Земле в достаточно хорошо известное нам время. Более того, непонятно из какого материала все они сделаны, ведь на экране они практически все чёрного цвета! Единственной момент, когда латы у Ахилла смотрятся как медные — это короткая сцена на корабле перед самой высадкой на землю Троады. Правда, в отдельных эпизодах мелькают выложенные «медью щиты», но их мало, хоть начищенная медь должна была бы там блестеть сплошь.

<…>

Ведь медные и бронзовые доспехи было в обычае чистить так, чтобы они сияли. «Шлемоблещущий Гектор» — вот как о нём говорит Гомер! А здесь и шлемы, и доспехи, и щиты (последние хоть как-то похожи на древние образцы и то не все!), все почему-то чёрные. Причём и у греков, и у троянцев! Основной цвет тёмный, блеска нет. А ведь, например, доспехи и щиты в итальянском кинофильме «Подвиги Геракла» (1958 г.). Пусть это сказка, но… она смотрится реальнее, чем «сказка» о Трое, снятая в 2004 году при совсем других возможностях…
— В. О. Шпаковский

кандидат исторических наук, доцент
Многие критики, в том числе и те, кто невысоко оценили фильм, были сильно впечатлены сценой, когда царь Приам просил у Ахиллеса отдать ему тело Гектора. Кейт Фипс из A. V. Club написал, что в этой сцене больше напряжения, чем в любой из сцен битв. Роджер Эберт назвал эту сцену лучшей сценой фильма.

## Расхождение с оригиналом
По словам кинокритика Джона Сильвера, сюжетная схема взята у Гомера, последовательность событий выдержана такая, какой она дана в «Илиаде». Особых отступлений нет. Критик утверждает, что «сценарист отжал ту поэтику, которая делает гомеровские поэмы бессмертными, и взял лишь набор главных героев и совокупность их поступков». Но, как утверждает Алекс Экслер, «не нужно рассчитывать, что это экранизация Гомера». В фильме присутствуют серьёзные расхождения с оригиналом. «Ни дотошной исторической точности, ни деталей гомеровского эпоса, ни сказок о знаменитых Богах. Всё это осталось за кадром» — пишет Катерина Бычкова, критик с kinomania.ru, добавляя при этом, что фильм от этого пострадал не сильно.
Первое отличие, на которое обращают внимание многие критики, это отсутствие древнегреческих богов, игравших в «Илиаде» заметную роль в Троянской войне. В фильме о них часто говорят, но сами они не показаны, что лишает фильм загадочности, мифичности, монументальности, чувства судьбы. Отсутствие богов приводит, например, к такому эффекту: в фильме Парис соблазняет Елену во время мирной делегации троянцев в Спарте, что делает его поступок гораздо более малодушным, чем получение божественного дара.В греческой мифологии у Париса был выбор: между властью (Гера), силой (Афина) или женщиной (Афродита). Выбор Париса предопределил падение города. Временные рамки фильма тоже не соответствуют оригиналу. В оригинале война длилась десять лет и в «Илиаде» описывался последний год войны. В фильме же война была ужата в несколько недель, или даже дней. Джонатан Форман из New York Post в своей статье написал по этому поводу: «Даже более, чем вы могли бы ожидать, „Троя“ допускает значительные вольности: в этой версии война ради спасения похищенной Елены занимает всего несколько дней; Менелай убит в начале фильма; Ахиллес выживает, чтобы спрятаться потом в Троянском коне; а Парис и Андромаха выживают после падения Трои». Один из критиков журнала «Киноман» написал, что если бы гибель Ахиллеса была показана так, как это было в оригинале, то «такая сцена смотрелась бы куда выигрышней, чем штампованная беготня по гибнущему городу в поисках возлюбленной и бесславная смерть героя на аккуратном газоне». Кроме того, здесь отсутствуют такие персонажи, как предсказательница Кассандра, дочь Агамемнона Ифигения, отданная в жертву отцом, жрец бога Аполлона Лаокоонт, пытавшийся предупредить о коварстве данайцев (вместо него это пытается сделать Парис). Техника боя, показанная в фильме, сильно отличается от техники боя греков. Некоторые отклонения от оригинала были сделаны автором сценария умышленно, по словам Бениоффа, «иногда для эффективности и иногда потому что я выбирал то, что я считал лучшим для фильма». Так, Агамемнон, согласно мифологии, был убит своей женой Клитемнестрой и/или её любовником Эгисфом, когда возвратился в Микены. В фильме он погибает от руки Брисеиды при разграблении Трои. Бениофф мотивировал это изменение тем, что «у нас нет времени, чтобы рассказать все различные истории».
Кроме обычных отклонений от оригинала, Алекс фон Тунцельман из The Guardian находит и откровенный анахронизм: когда греки высаживались в Трое, было показано, как разбегаются испуганные местные люди, и среди них две ламы. Ламы — это животные из Южной Америки, и невозможно, чтобы они попали в Европу или в Азию в те времена.
Помимо этого, размер города в фильме был явно преувеличен. Историки предполагают, что население Трои составляло около 8—10 тысяч человек, что соответствует среднему числу жителей крупных городов того времени.
Но несмотря на сюжетные различия, Джованни Фацио из The Japan Times утверждает, что в показе человеческих эмоций, причём не только чести, достоинства и отваги, но и похоти, ревности, тщеславия, двуличия, лживости, фильм остаётся наиболее близким к историческим истинам.

## Награды и номинации
Фильм Троя получил 3 награды и был номинирован ещё на 17 премий, включая номинацию на Премию «Оскар» за лучший дизайн костюмов.
| ASCAP Film and Television Music Awards | ASCAP Film and Television Music Awards | ASCAP Film and Television Music Awards   |
| -------------------------------------- | -------------------------------------- | ---------------------------------------- |
| 2005                                   | Премия «ASCAP Award»                   | Лучшая музыка (Джеймс Хорнер)            |
| Irish Film and Television Awards       |                                        |                                          |
| 2004                                   | Премия «IFTA Award»                    | Лучший актёр второго плана (Питер О'Тул) |
| Teen Choice Awards                     |                                        |                                          |
| 2004                                   | Премия «Teen Choice Award»             | Лучший актёр драмы/экшн (Брэд Питт)      |

| Академия кинематографических искусств и наук | Академия кинематографических искусств и наук | Академия кинематографических искусств и наук |
| -------------------------------------------- | -------------------------------------------- | -------------------------------------------- |
| 2005                                         | Премия «Оскар»                               | Лучший дизайн костюмов (Боб Рингвуд)         |
| MTV Movie Awards                             |                                              |                                              |
| 2005                                         | Премия «MTV Movie Award»                     | Лучшая драка (Брэд Питт, Эрик Бана)          |
| 2005                                         | Премия «MTV Movie Award»                     | Лучшая мужская роль (Брэд Питт)              |